# Touchdown Club of Columbus
Der  Touchdown Club of Columbus wurde in 1956 in Columbus (Ohio), auf Anregung vom späteren Gouverneur des Staates Ohio Jim Rhodes, von Sam B. Nicola gegründet. Nicola war bis zu seinem Tod im Jahr 1993 Präsident des Vereins. 10 Jahre später übernahm sein Sohn Sam Nicola, Jr. die Führung des Touchdown Clubs.

## Geschichte
Das erste Bankett wurde unter der Leitung von Sam B. Nicola im Jahr 1956 abgehalten. Seitdem umfasste die Gästeliste viele amerikanische Sportlegenden aus dem Bereich Football, wie Jim Brown, Bronko Nagurski und Coach Woody Hayes, aber auch Baseballstars wie Derek Jeter nahmen an den jährlichen Treffen teil.
Deshalb scheint der Name des Touchdown Clubs falsch gewählt, denn jedes Jahr werden Sportler aus allen Sportarten, nicht nur Footballspieler, geehrt. Die Athleten werden vom Expertenkomitee des Vereins, bestehend aus Trainern, Sportjournalisten und ehemaligen Spielern, ausgewählt. 
1993 und damit mehr als 10 Jahre nach dem Tod des Gründers, übernahm sein Sohn Sam Nicola Jr. die Führung. In den letzten zwanzig Jahren richtete der Verein u. a. das 40-jährige Jubiläum der American Football League aus, ehrte mehr als 60 lebende Mitglieder der Ohio State Buckeyes Jahrhundertmannschaft und übergab jährlich Preise an einige der besten Football-Spieler und Trainer, die dieser Sport jemals gesehen hat.

## Auszeichnungen
Der Touchdown Club of Columbus vergibt jährlich mehrere Auszeichnungen um herausragende sportliche Leistungen zu würdigen.

### Sammy Baugh Trophy
Die Sammy Baugh Trophy wird jährlich dem besten College Football Passgeber verliehen.

### Archie Griffin Award
Der Archie Griffin Award wird jährlich dem Most Valuable Player (MVP) im College Football verliehen.

### Woody Hayes Trophy
Die Woody Hayes Trophy wird jedes Jahr an den besten College Football Head Coach verliehen.

### Jack Lambert Trophy
Die Jack Lambert Trophy ist eine Auszeichnung für den besten College Football Linebacker und wird jährlich verliehen.